# Wacław Mońka
Wacław Władysław Mońka (ur. 19 czerwca 1905 w Wiskitkach, zm. 5 sierpnia 1981) – polski polityk, poseł na Sejm PRL IV i V kadencji (1965–1972). 

## Życiorys
Ukończył studia na Wydziale Historii Uniwersytetu Warszawskiego. Pracował w Związku Zawodowym Pracowników Samorządu Terytorialnego w Warszawie. W 1936 ukończył studia w Instytucie Samorządu Terytorialnego. Po 1945 pracował m.in. jako szef Wydziału Ewidencji i Kontroli Ruchów Ludności w Urzędzie Miejskim w Olsztynie. Od 1950 zatrudniony, a od 1956 pełnił obowiązki prezesa Zakładów Energetycznych w Olsztynie. 
Od 1945 działał w Stronnictwie Demokratycznym. W latach 1951–1970 pełnił funkcję przewodniczącego Wojewódzkiego Komitetu w Olsztynie. Zasiadał w Centralnym Komitecie (1958–1973) oraz Radzie Naczelnej SD (1961–1965). Wykonywał mandat radnego Miejskiej Rady Narodowej Olsztyna. W 1957 wszedł z ramienia SD w skład prezydium Wojewódzkiej Rady Narodowej w Olsztynie. Od 1965 pełnił mandat posła na Sejm PRL IV kadencji z okręgu Olsztyn. W 1969 został ponownie rekomendowany do Sejmu – tym razem z okręgu Iława. Był członkiem Komisji Mandatowo-Regulaminowej oraz Przemysłu Ciężkiego, Chemicznego i Górnictwa. Sprawował funkcję wiceprzewodniczącego Wojewódzkiego Komitetu Frontu Jedności Narodu w Olsztynie. Po odejściu z parlamentu był m.in. honorowym przewodniczącym Wojewódzkiego Komitetu SD w Olsztynie oraz dyrektorem administracyjno-handlowym Zakładu Energetycznego Olsztyn. 
Odznaczony m.in. Orderem Sztandaru Pracy II klasy, Krzyżami Oficerskim i Kawalerskim Orderu Odrodzenia Polski, Złotym i Srebrnym (1954) Krzyżem Zasługi, a także Medalem 10-lecia Polski Ludowej (1955), Złotą Odznaką honorową „Zasłużony dla Warmii i Mazur” i Odznaką „Zasłużonemu Działaczowi Stronnictwa Demokratycznego”. 
Zmarł w 1981, pochowany na cmentarzu komunalnym w Olsztynie (2A/1/27).